# Subdelegat del Govern a la Província (Espanya)
El Subdelegat del Govern d'Espanya a la Província és el càrrec que depén directament del Delegat del Govern d'Espanya de la respectiva comunitat autònoma i és nomenat per aquell entre els funcionaris de carrera.

## Funcions
Les funcions dels subdelegats del govern a la província són:
- La direcció dels serveis integrats de l'Administració General de l'Estat seguint les instruccions del delegat.
- L'impuls i supervisió dels serveis no integrats.
- Comunicar-se, col·laborar i cooperar amb les corporacions locals, informant de la incidència dels programes de finançament estatal sobre el territori.
- Comunicar-se, col·laborar i cooperar amb l'administració autonòmica segons mane el delegat.
- Exercir la potestat sancionadora atribuïda.

Quan el subdelegat està en una província on no hi ha la seu de les delegacions del govern espanyol, el subdelegat té les competències següents:
- La protecció del lliure exercici dels drets i llibertats i garantir la seguretat de la ciutadania. Implicant la capacitat de dirigir les Forces i Cossos de Seguretat de l'Estat a la província.
- Direcció i coordinació de la protecció civil dins la província.

En el cas de comunitats autònomes uniprovincials, solament hi ha un delegat del govern, que assumeix les competències atribuïdes per la LOFAGE.